# Berberodes rufimacula
Berberodes rufimacula là một loài bướm đêm trong họ Geometridae.